# Gaetano Crespi
Gaetano Crespi Legorino (Busto Arsizio, 5 settembre 1852 – Milano, 25 dicembre 1913) è stato uno scrittore e poeta italiano conosciuto per il suo contributo alla letteratura milanese.

## Biografia

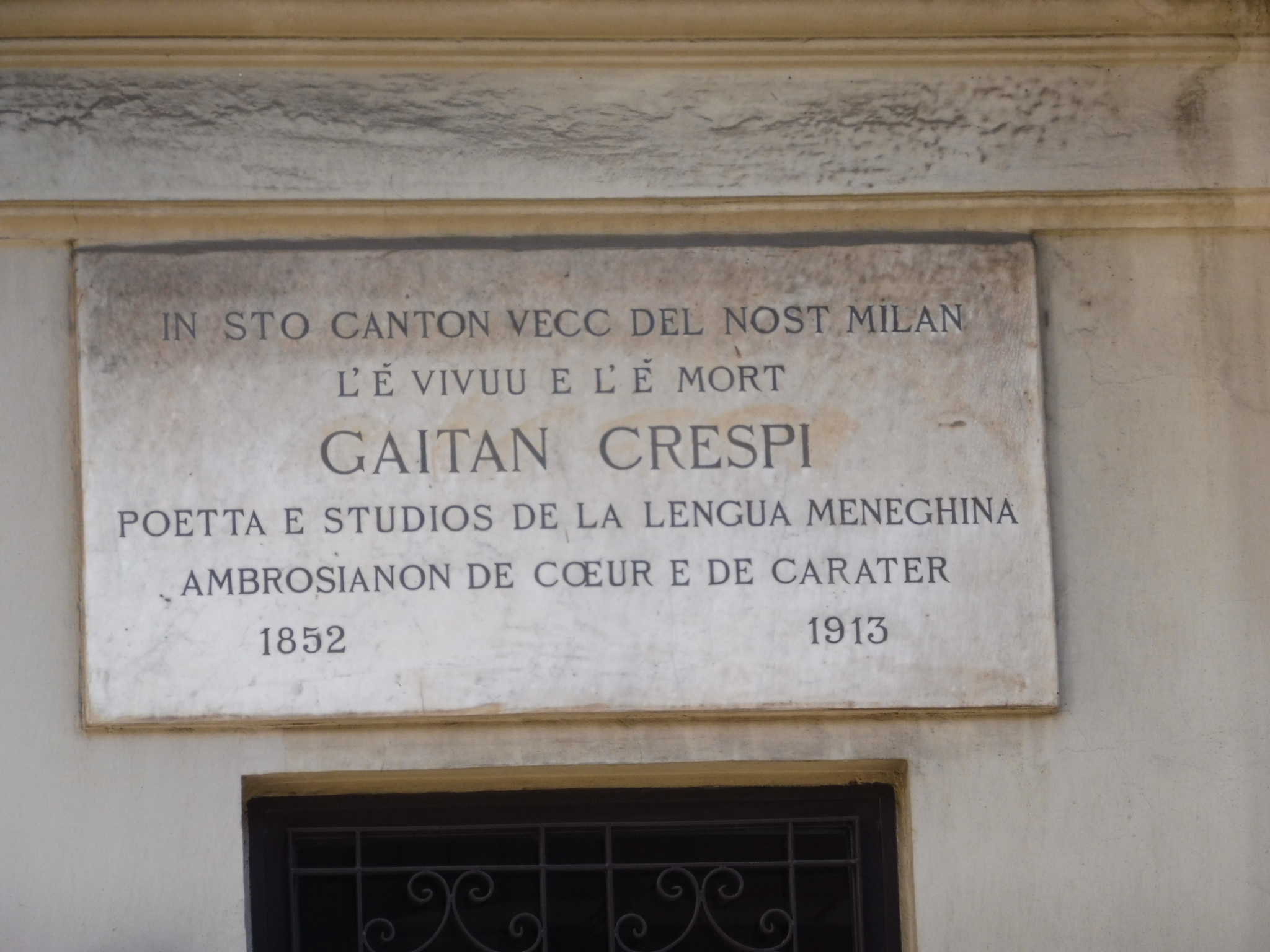
Memoria di Gaitan Crespi sulla sua casa alle Cinque Vie (in S. Maria Podone 3)

Di padre bustese (Giovanni Crespi) e madre milanese (Agnese Rusconi), all'età di cinque anni venne affidato alle cure dei nonni materni, trasferendosi definitivamente nella città di Milano. Profondo conoscitore della letteratura meneghina ed estimatore di Carlo Porta, si fece promotore negli anni della creazione della Raccolta portiana, raccogliendo un'enorme quantità di manoscritti, lettere e opere del poeta e donandoli infine al Comune di Milano affinché tutta la città potesse prenderne visione. Fu anche un apprezzato poeta dialettale, autore del Canzoniere milanese e narratore del personaggio del Barbapedanna che venne costruito e descritto ampiamente nelle sue opere.
Tra le sue opere si ricorda inoltre La balonada, una bosinada composta in occasione di una manifestazione di volo di palloni aerostatici, che rappresenta una delle ultime composizioni di questo tipo e contiene gustose commistioni di milanese e francese.